# Seiskjeret
Ne doit pas être confondu avec Seiskjeret (Fjell) ou Seiskjeret (Øygarden).
Seiskjeret est une île norvégienne du comté de Hordaland appartenant administrativement à Bømlo.

## Description
Rocheuse et désertique, à fleur d'eau, elle s'étend sur environ 79 m de longueur pour une largeur approximative de 45 m. 